# Carl Stockholm
Carl Stockholm (4 de març de 1897 - River Forest, Illinois, 14 d'abril de 1996) fou un ciclista estatunidenc, professional des del 1922 fins al 1932. Es va especialitzar en les curses de sis dies.

## Palmarès
- 1923
  - 1r als Sis dies de Chicago (amb Ernest Kockler)
- 1927
  - 1r als Sis dies de Chicago (amb Franco Giorgetti)